# In viaggio con una rock star
In viaggio con una rock star (Get Him to the Greek) è un film del 2010 scritto e diretto da Nicholas Stoller ed interpretato da Jonah Hill e Russell Brand.
Il film è uno spin-off/sequel del film Non mi scaricare, scritto ed interpretato da Jason Segel e diretto da Stoller nel 2008. Brand riprende il ruolo della rock star Aldous Snow, mentre Hill, a differenza del precedente film, interpreta un personaggio nuovo. Del cast, oltre a Brand ed Hill, fanno parte anche Elisabeth Moss, Rose Byrne e Sean "Diddy" Combs.

## Trama
La rock star Aldous Snow attraversa un momento difficile della sua carriera, dopo il flop di un album ed un singolo benefico intitolato African Child, per questo continua a bere e a drogarsi. La situazione peggiora quando la fidanzata Jackie Q, con la quale ha avuto un figlio, Naples, lo lascia portandosi via il figlio.
Dall'altra parte del mondo, Aaron Green, un giovane idealista neolaureato, lavora come assistente talent scout presso la casa discografica Pinnacle Records. Vive con la fidanzata Daphne, ma a causa degli impegni lavorativi la vede poco.
Quando la Pinnacle Records inizia ad avere problemi finanziari, il capo della società Sergio Roma chiede ai suoi assistenti delle idee per risollevarne le sorti. Green propone di portare a Los Angeles la rock star Aldous Snow per un concerto al Greek Theatre. Seppur riluttante Sergio Roma accetta la proposta di Aaron. Conscio che la missione può essere una svolta nella sua carriera, Aaron vola a Londra per recuperare Snow ed accompagnarlo a Los Angeles. Aaron si ritroverà ben presto nel mondo eccentrico del musicista, assecondando ogni sua bizzarra richiesta.

## Produzione
Una settimana dopo la distribuzione nelle sale di Non mi scaricare, gli Universal Studios hanno annunciato la realizzazione di un nuovo film interpretato da Jonah Hill e Russell Brand, scritto e diretto da Nicholas Stoller e prodotto da Judd Apatow. Successivamente è stato rivelato che il film sarebbe stato un spin-off di Non mi scaricare, in cui Russell Brand riprende i panni della rock star Aldous Snow, mentre Jonah Hill interpreta il nuovo personaggio di Aaron Green, un giovane e maldestro assistente di una casa discografica. Jason Segel, che aveva scritto ed interpretato Non mi scaricare, è stato coinvolto nella produzione del film scrivendo e realizzando tutte le canzoni della colonna sonora.
Nel periodo in cui Russell Brand era impegnato nella conduzione degli MTV Video Music Awards 2008 ha avuto modo di avvicinare le popstar Christina Aguilera, Pink (cantante) e Katy Perry per coinvolgerle nelle riprese del film attraverso brevi camei. Il 17 aprile 2009 Brand ha girato alcune scene alla 02 Arena di Londra per lo show Russell Brand: Scandalous, esibendosi di fronte oltre 20.000 spettatori.
Le riprese del film sono iniziate ufficialmente il 12 maggio 2009, girato tra New York, Las Vegas, Los Angeles e Londra. In viaggio con una rock star è il primo film prodotto da Apatow fuori dagli Stati Uniti.

## Colonna sonora
Carl Barât, Dan Bern, Mike Viola, Jason Segel, Lyle Workman e Jarvis Cocker hanno scritto le musiche del film sotto lo pseudonimo Infant Sorrow, incluso il duetto da Aldous Snow e Jackie Q.

### Tracce
Testi di Barat, Bern, Viola, Segel, Workman e Cocker.
1. Infant Sorrow – Just Say Yes – 2:18
2. Infant Sorrow – Gang of Lust – 2:03
3. Infant Sorrow – Furry Walls – 3:07
4. Infant Sorrow – Going Up – 4:06
5. Infant Sorrow – Bangers, Beans and Mash – 3:32
6. Infant Sorrow – The Clap – 2:44
7. Infant Sorrow – I Am Jesus – 2:39
8. Infant Sorrow – Riding Daphne – 3:28
9. Infant Sorrow – F.O.H. – 3:52
10. Infant Sorrow – Yeah Yeah Oi Oi – 2:52
11. Infant Sorrow – African Child (Trapped in Me) – 3:06
12. Infant Sorrow – Little Bird – 3:24
13. Infant Sorrow – Searching for a Father – 3:43
14. Jackie Q – Supertight (feat. Aldous Snow) – 2:37
15. Jackie Q – Ring Round – 2:25

Deluxe Edition Bonus Tracks
Testi di Barat, Bern, Viola, Segel, Workman e Cocker.
1. Infant Sorrow – Jackie Q – 3:41
2. Jackie Q – Pound Me in the Buttox (feat. Aldous Snow) – 3:31
3. Chocolate Daddy – Chocolate Daddy – 2:54
4. Jumbo Shrimp – Fuck Your Shit Up – 2:28

Le seguenti canzoni sono state utilizzate nel film, ma non incluse nella colonna sonora:
1. The Mars Volta – And Ghosted Pouts (Take the Veil Cerpin Taxt) – 4:52
2. The Clash – London Calling – 3:18
3. The Sex Pistols – Anarchy in the U.K. – 3:31
4. T.Rex – 20th Century Boy – 3:39
5. The Rolling Stones – Rocks Off – 4:32
6. The Only Ones – Another Girl, Another Planet – 3:02
7. Goldfrapp – Strict Machine – 3:51
8. Deadmau5 – Ghosts N Stuff (feat. Rob Swire) – 5:27
9. The New York Dolls – Personality Crisis – 3:41
10. Far East Movement – Girls on the Dance Floor – 3:54
11. Frank Alamo – Heureux Tous Les Deux – 2:50
12. Dexys Midnight Runners – Come On Eileen – 4:07
13. Ramones – Cretin Hop – 1:56
14. Foxboro Hot Tubs – Stop Drop and Roll – 2:25
15. Mariah Carey – Touch My Body – 3:24
16. Mika – Love Today – 3:57
17. DJ Dougal e Gammer – Fuck Me I'm Famous – 4:39
18. Bodyrox featuring Luciana – What Planet You On – 3:02
19. Infant Sorrow – Inside of You (originariamente presente nel film Non mi scaricare) – 2:52
20. Larry Tee – Licky feat. Princess Superstar (Herve Remix) – 2:49

## Distribuzione
Il film è stato distribuito nelle sale cinematografiche statunitensi il 4 giugno 2010. In Italia è stato distribuito dalla Universal Pictures l'8 luglio 2011.

## Incassi
Nel primo weekend distribuzione nelle sale, il film è entrato alla posizione nº2, dietro a Shrek e vissero felici e contenti, con un lordo di 17.570.955 dollari. Il film è sceso al quarto posto la settimana successiva con un incasso 10 milioni di dollari. Nel Regno Unito In viaggio con una rock star ha debuttato al primo posto della classifica dei film più visti, per poi scendere alla posizione nº2 la settimana successiva.